# イサクの犠牲 (ドメニキーノ)
『イサクの犠牲』（イサクのぎせい、西: El sacrificio de Isaac）、または、『アブラハムの生贄』、（アブラハムのいけにえ、英: The Sacrifice of Abraham）は、17世紀イタリア・バロック期のボローニャ派の画家ドメニキーノが1627-1628年ごろ、キャンバス上に油彩で制作した絵画である。『旧約聖書』中の「創世記」(17章-18章15,21-22節) にあるアブラハムの逸話「イサクの燔祭」を題材としている。旧マドリード王宮のスペイン王室コレクションのために委嘱された絵画の1つで、現在、マドリードのプラド美術館に所蔵されている。

## 作品
「創世記」によると、イスラエル人の偉大なる始祖アブラハムが99歳の時、神が現れ、翌年、彼と妻サラに息子が生まれると告げた。はたして、翌年アブラハムには息子が生まれ、彼は神の命に従い、イサクと名づけた。それから数年後、神はアブラハムに「イサクを犠牲として私に捧げよ」と命じた。アブラハムの悲しみと葛藤は想像を絶するものであったが、彼は神に従い、翌朝にはイサクを連れ、モリヤの山に向かう。
山頂に着いたアブラハムは祭壇を築き、薪を並べると愛する息子を縛り上げた。そして、イサクを殺そうと刀を振り上げた時、天使がやってきて、彼を制した。神はアブラハムの信仰を試したのであり、その信仰の深さが十分に確認できたからである。神はアブラハムとイサクが繁栄することを言明し、祝福した。この逸話は、イエス・キリストの受難を予示する出来事となっている。
本作は、ドメニキーノがボローニャのルドヴィコ・カラッチの工房と、その後1602年以降ローマでアンニーバレ・カラッチから学んだ理想的古典主義の真骨頂と言える作品である。ドメニキーノの静謐で繊細な様式は盛期ルネサンスの巨匠ラファエロの作品に由来するものであり、後にニコラ・プッサンなどの画家にも影響を与えている。